# Prieuré Saint-Nicolas de Campagnac
Le prieuré Saint-Nicolas de Campagnac est un ancien prieuré situé à Sainte-Anastasie, au hameau de Campagnac, dans le département français du Gard en région Occitanie, de l'Ordre de Saint-Augustin, de la Congrégation de France, au diocèse d'Uzès.

## Localisation
Le prieuré est situé sur la commune de Sainte-Anastasie, route d'Uzès, au hameau de Campagnac, à l'extrémité septentrionale du pont Saint-Nicolas de Campagnac, sur la rive gauche du Gardon.

## Historique

### Origines
On ignore la date exacte de la fondation du prieuré dans ce hameau qui lui, a une existence légale depuis 896, date à laquelle ce lieu fut concédé par Louis III l'Aveugle, roi de Provence à l'évêque d'Uzés: Amélius II. En 1156, Louis VII, roi de France confirme à Raimond II, vingtième évêque d'Uzès, la propriété de diverses terres, villes et villages formant le domaine de l'évêque, et le prieuré y est indiqué. Ce qui nous indique que ce prieuré fut édifié entre ces deux dates, et de par son style il est permis de le dater du début du XIIe siècle

### XIIIesiècle-XIVesiècle
De 1245 à 1260, les moines de l' Ordre des frères pontifes, qui logeaient au prieuré, réalisent le pont Saint-Nicolas de Campagnac avec ses arches ogivales qui permet d'établir la précieuse liaison entre Nîmes et Uzès à la demande de l'évêque Pons de Becmil, et sous le priorat de Pierre d'Arpaillargues.

### XVesiècle-XVIesiècle
Le 10 décembre 1482, Jacques de Caulers, nommé évêque de Nîmes, prête serment dans le chapitre régulier des chanoines de Saint-Nicolas de Campagnac, acte signé par Jean de Nîmes, chanoine de ce prieuré, et prieur également de Saint-André de Collorgues.
En 1560, le prieuré est ravagé lors des guerres de religion, la chapelle s'effondre, les sépultures sont profanées, seules restent intactes les écuries et la tour de veille. En 1583 par la trahison du capitaine Guisard Ferrières, la tour est prise et il coupe la circulation du pont. Deux mois plus tard il est renversé par les nîmois et les Uzétiens qui le pendent au créneau de la tour. Le monastère restera désert  pendant un demi siècle.

### XVIIesiècle-XVIIIesiècle
Les chanoines de Saint-Nicolas adhèrent aux réformes tridentines en se ralliant à la Congrégation de Sainte-Geneviève plus connue sous le nom de Congrégation de France, fondée par François de La Rochefoucauld (1558-1645), abbé commendataire de l'abbaye Sainte-Geneviève de Paris
En 1628 les protestants menés par Henri II de Rohan, font de la tour un poste de garde, tout en respectant les religieux.

### XIXesiècle-XXesiècle
Le prieuré  est inscrit au titre des monuments historiques par arrêté du 6 août 1987.

## Description

### Église priorale
L'église priorale est désaffectée et présente un décor intérieur d'une grande sobriété. Avec une nef en berceau, un transept et une abside semi-circulaire, elle possède un clocher à tour de plan carré.
Dans cette église, les anciens seigneurs d'Uzès avaient leur sépulture. dont :
- Raymond Gaucelin II de Sabran-Uzès (v.1260-1316), coseigneur d'Uzès en 1316 demande dans son testament à être inhumé au tombeau de ses prédécesseurs[Note 2]

Y fut retrouvé lors du séjour du curé de Vic sur place en 1863, une grande dalle de marbre portant l'épitaphe de Jacques de Cambronne, prieur claustral. Cette épitaphe est gravée en latin, sur une dalle de marbre de 210 cm de haut sur 90 cm de large dans un losange délimité par un simple filet; compris lui-même dans un carré à ornementé à chaque angle d'un cœur. Au sommet de l'inscription une croix, et à l'angle inférieur, une tête de mort. Le texte est :
« Ici gît Révérend Père Jacques de Cambronne, prieur de ce monastère, protecteur et restaurateur des trois églises qui en dépendent. Il mourut l'an su Seigneur 1697, dans sa 76e année de son âge, et la 55e de sa profession. Qu'il repose en paix »

### Cimetière
Dans le cimetière détruit lors du percement de la nouvelle route en 1863 furent retrouvés des ossements et des pierres tombales dont celles des:
- « Père Antoine Gourdon, chanoine du chapitre d'Uzès, mort le 4 mars 1682 dans sa 65e année de son âge et la 45e de sa profession, qu'il repose en paix », épitaphe gravée en latin, et disposée en losange, entourée d'un simple filet sur une dalle carrée de pierre grise de 45 cm de côté
- « Ici gît Jean-Baptiste Desforges chanoine régulier qui mourut le 7 juin 1700 dans sa 34e année de son âge, et la 10e de sa profession », épitaphe gravée en latin, et disposée en losange, entourée d'un simple filet sur une dalle carrée de pierre grise de 45 cm de côté
- Père Louis de Loynes, chanoine régulier de la cathédrale d'Uzès, et prieur de l'église Saint-Jean de Saint-Privat-des-Vieux

## Propriétés et revenus

### Moulins, ponts et cours d'eau
- Deux moulins à eau, pour moudre le blé, situés en aval du pont, et détruits en avril 1533 par une crue du Gardon, le meunier d'alors Louis Violet somma Simon Pujolas qui lui avait arrenté les moulins de faire réparer les barrages. Mal réparé, il s'avéra qu'un seul, pouvait fonctionner.

### Prieurés, églises
- Collorgues : Prieuré Saint-André (XVe siècle)
- Prieuré Saint-Jean de Bourdic, prieuré régulier, uni au monastère de Saint-Nicolas de Campagnac, et à la collation du prieur de Saint-Nicolas[3]
- Prieuré Notre-Dame de Blauzac
- Prieuré de Gourdouze, donné à l'abbaye de Franquevaux, par Guillaume de Peyre, évêque de Mende en 1156 qui toutefois se conservait certains privilèges, comme le droit de faire estiver en franchise ses chevaux[Note 3]. Les religieux en seront chassés en 1433 par Rodrigue de Villandrando. Après négociation et versement d'une somme d'argent celui-ci quitte les lieux et en 1435, le prieuré devient la propriété  des chanoines du Prieuré Saint-Nicolas de Campagnac[4]

### Fermes, herbages, terres, bois et vignes
- Herbages et droits de dépaissance : Mont-Plan; Miech-Carton; Le Petit-Devois en deçà du Gardon;  Les Castels-Berrias; Les Milhenses[Note 4]
- Vignes de : Moussen Guilhem, n'a pas été travaillée en 1532 par négligence. Celle de La Mayre, n'a été ni taillée, ni labourée; les valats des Plantiers ne furent point curés; le Grand-Plantier à l'exception de deux journaux ne fut pas labouré, tout comme cinq journaux de la vigne de La Clauselle; le valat de la vigne Dessous-Campagnac, ne fut pas curé
- terre Mont-Saint-Jean d'une assez grande superficie, inféodée par La Parre, sans le consentement du chapitre, dans les années 1680, à Jean d'Audibert, comte de Lussan. Cette retourna au monastère en 1686 grâce au père de Cambronne.

## Armoiries
«  D'azur à un saint Nicolas crossé et mitré d'or, portant une aumônière à trois bourses, de même, sur un pont à trois arches, aussi d'or, maçonné de sable, et en pointe une rivière d'argent  »

## Prieurs

### Prieurs réguliers
- 1188 : Pons. Il appose sa signature en juin 1188 en bas d'un parchemin concluant une transaction menée par Raimond II évêque d'Uzès entre les religieux de Gourdouze [Note 5], et l'abbaye de Franquevaux
- 1230 : N...[Note 6]
- 1258 : Pierre d'Arpaillargues, autorise l'échange réalisé par un chanoine de son monastère: Raimond de Saint-Julien, prieur de Saint-Geniès-de-Fourques, avec Bernard Castellan précepteur de l'hôpital de Saint-Gilles, d'un franc-alleu à Argence lieu de la paroisse de Fourques[5]
- 1290-1295 : Raymond du Caylar, les 13 février 1290 et le 10 février 1292, rend hommage à Guillaume des Gardies évêque d'Uzès pour tout ce qu'il possède à Aubarne
- 1319 : Michel de Cazaliers, fait hommage à André de Frédol, évêque d'Uzès, pour tout ce que son monastère possède à Campagnac et Sainte-Anastasie

### Prieurs commendataires
- 1470 : représenté par un simple chanoine : Gilles de Vignal, prieur de Bourdic
- 1472 : Jean de Laudun, protonotaire apostolique reçoit la commende du pape Sixte IV
- vers 1477 : Olivier de Laudun de Montfaucon, jeune frère de Jean de Laudun, qui n'était pas encore dans les ordres et dont son frère aîné Antoine de Montfaucon assura la gestion pendant que son cadet finissait ses études de droit et théologie à l'université d'Avignon
- 1610-1645 : René de Girard (1573-1645) reçut la commende du roi. Il avait 37 ans et n'était pas prêtre, il fut ordonné en 1611
- 1645-1674 : Elzéar Chasles (?-1674), n'étant pas prêtre lorsqu'il fut nommé et le fut l'année suivante.
- 1674-1703 : Paul de La Parre (1636-) avec Jacques de Cambronne (1621-1697), prieur claustral, auquel succède le père Baudry
- 1703-17.. : Jean-Joseph de Rozel, précenteur de la cathédrale de Nîmes, conseiller clerc au présidial

## Personnalités et moines célèbres
- Raymond Jordan (13..-1380), devint prévôt de l'église d'Uzès, et l'auteur longtemps ignoré du livre mystique très célèbre au Moyen Âge L'Idiota sapiens

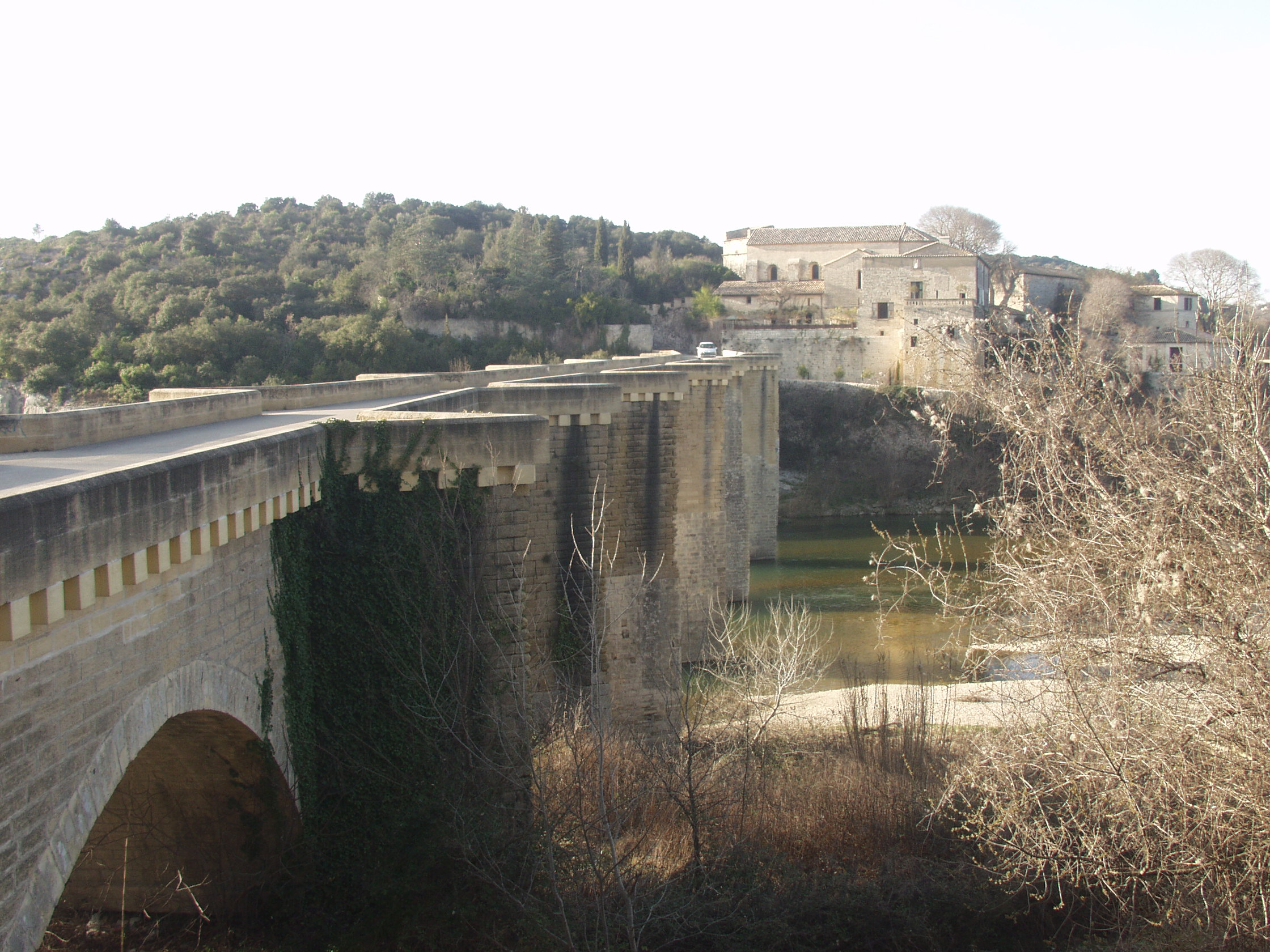
Le pont Saint-Nicolas de Campagnac et le prieuré.
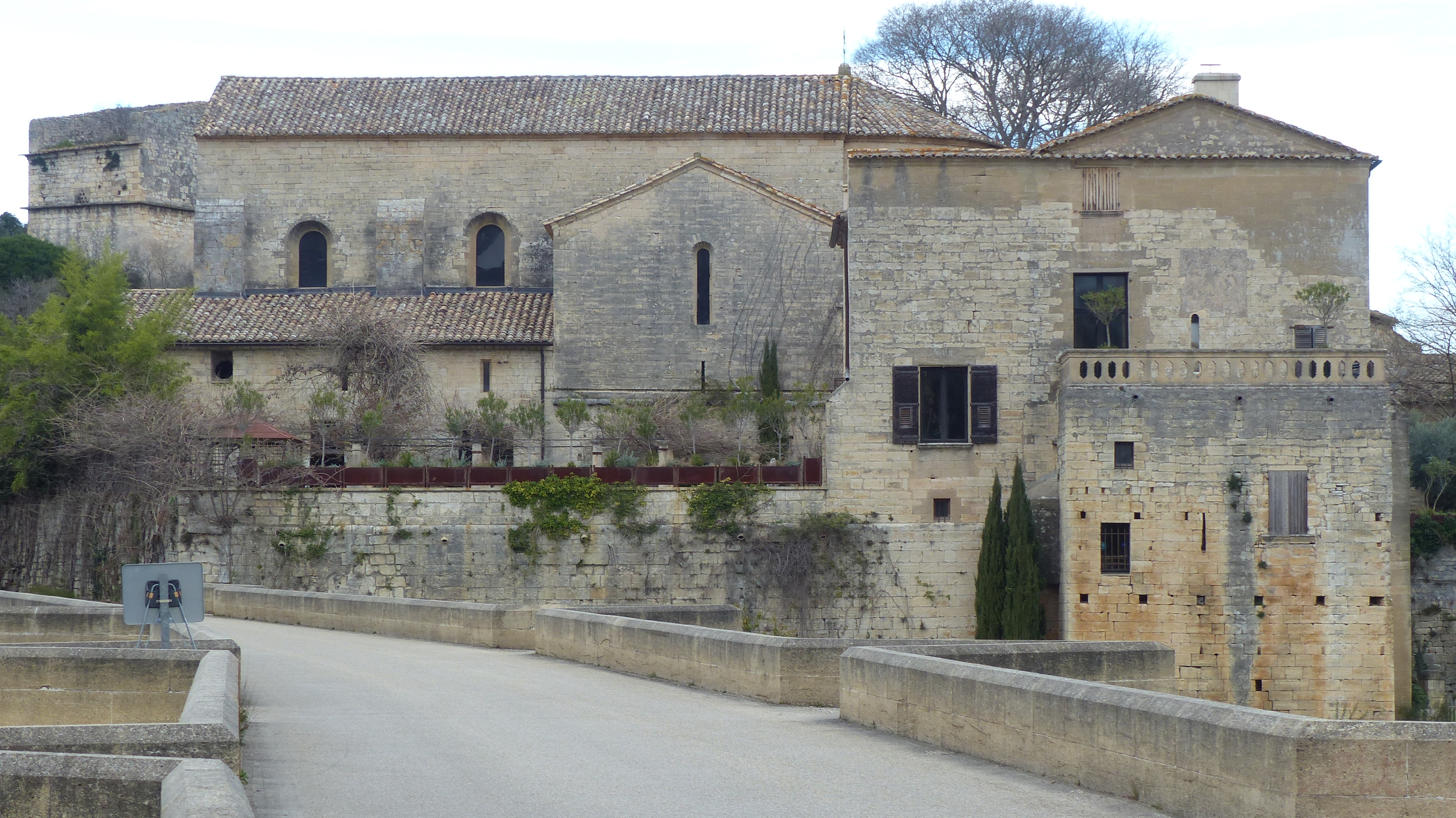
Le prieuré à l'extrémité septentrionale du pont Saint-Nicolas de Campagnac.